# Koredje
Koredje est un village du Cameroun situé dans le département de la Bénoué et la région du Nord. Il fait partie de la commune de Bibémi. Il est répertorié dans le Lamidat de Bibémi sous le nom de Koredje dans le recensement de 2005. Mais il est listé sous le nom de Karédjé (17 références en tout) dans le Plan Communal de Développement de Bibémi.   
Coordonnées : longitude 15,14° est, latitude 8,33° nord
Altitude : 466 m.

## Population
Selon le plan communal de développement de Bibémi daté de mai 2014, la localité comptait 104 habitants. Le nombre d’habitants était de 71 selon le recensement de 2005.